# Jonathan dos Santos
Jonathan dos Santos Ramírez (* 26. dubna 1990, Monterrey, Mexiko) je mexický fotbalista a reprezentant, který v současné době hraje v americkém klubu LA Galaxy jako záložník.

## Rodina
Dos Santos je syn bývalého brazilského fotbalisty Zizinha, který hrál za mexické kluby Club América a Club Leon v 80. letech. Jeho matka Liliana Ramírez je Mexičanka. Má 2 vlastní a 2 nevlastní bratry. Nejstarší z nich, Éder dos Santos, mj. hráč celku Club América v mexické Primera División působí jako defenzivní záložník, a Giovani dos Santos (se kterým společně působil v barcelonské akademii La Masia), mj. hráč klubu Villarreal CF.

## Klubová kariéra
V červenci 2014 přestoupil z FC Barcelona do Villarrealu, kde se střetl se svým bratrem Giovanim.

### Klubové statistiky
Aktualizováno:3. června 2012
| Klub             | Sezóna           | Liga   | Liga | Pohár  | Pohár | Evropa | Evropa | Ostatní | Ostatní | Celkem | Celkem |
| Klub             | Sezóna           | Starty | Góly | Starty | Góly  | Starty | Góly   | Starty  | Góly    | Starty | Góly   |
| ---------------- | ---------------- | ------ | ---- | ------ | ----- | ------ | ------ | ------- | ------- | ------ | ------ |
| Barcelona B      | 2009–10          | 19     | 1    | –      | –     | –      | –      | –       | –       | 19     | 1      |
| Barcelona B      | 2010–11          | 32     | 2    | –      | –     | –      | –      | –       | –       | 32     | 2      |
| Barcelona B      | 2011–12          | 30     | 3    | –      | –     | –      | –      | –       | –       | 30     | 3      |
| Barcelona B      | Celkem           | 81     | 6    | –      | –     | –      | –      | –       | –       | 81     | 6      |
| Barcelona        | 2009–10          | 3      | 0    | 2      | 0     | 1      | 0      | 0       | 0       | 6      | 0      |
| Barcelona        | 2010–11          | 2      | 0    | 1      | 0     | 1      | 0      | 1       | 0       | 5      | 0      |
| Barcelona        | 2011–12          | 3      | 0    | 3      | 0     | 2      | 0      | 0       | 0       | 8      | 0      |
| Barcelona        | Celkem           | 8      | 0    | 6      | 0     | 4      | 0      | 1       | 0       | 19     | 0      |
| Celkem v kariéře | Celkem v kariéře | 89     | 6    | 6      | 0     | 4      | 0      | 1       | 0       | 100    | 6      |

## Úspěchy

### Klubové
FC Barcelona
- 2× vítěz Primera División: 2009/10, 2010/11
- 1× vítěz Copa del Rey: 2011/12
- 1× vítěz Ligy mistrů UEFA: 2010/11
- 2× vítěz španělského Superpoháru: 2010, 2011
- 1× vítěz evropského Superpoháru: 2011
- 2× vítěz MS klubů: 2009, 2011